# Harry Plotnick seul contre tous
Pour plus de détails, voir Fiche technique et Distribution.
Harry Plotnick seul contre tous (The Plot Against Harry) est une comédie américaine de Michael Roemer, réalisée en 1970 et sortie en 1989.

## Synopsis
Tout juste sorti de prison, Harry Plotnick, un petit escroc juif, se retrouve dans des situations catastrophiques…

## Fiche technique
- Titre : Harry Plotnick seul contre tous (The Plot Against Harry)
- Scénario et réalisation : Michael Roemer
- Photographie : Robert Milton Young
- Montage : Georges Klotz, Terry Lewis
- Musique : Frank Lewin
- Production : Michael Roemer, Robert Milton Young
- Pays d'origine :  États-Unis
- Durée : 81 minutes
- Format : Noir et blanc - Mono - 35 mm
- Genre : comédie
- Dates de sortie : 1989 aux États-Unis, 16 mai 1990 en France

## Distribution
- Martin Priest : Harry Plotnick
- Ben Lang : Leo
- Maxine Woods : Kay
- Henry Nemo : Max
- Margo Ann Berdeshevsky

## Récompenses
- 1990 : Grand Prix du Jury au Festival du film de Sundance
- 1990 : Golden Rosa Camuna au Bergamo Film Meeting